# Opuntia

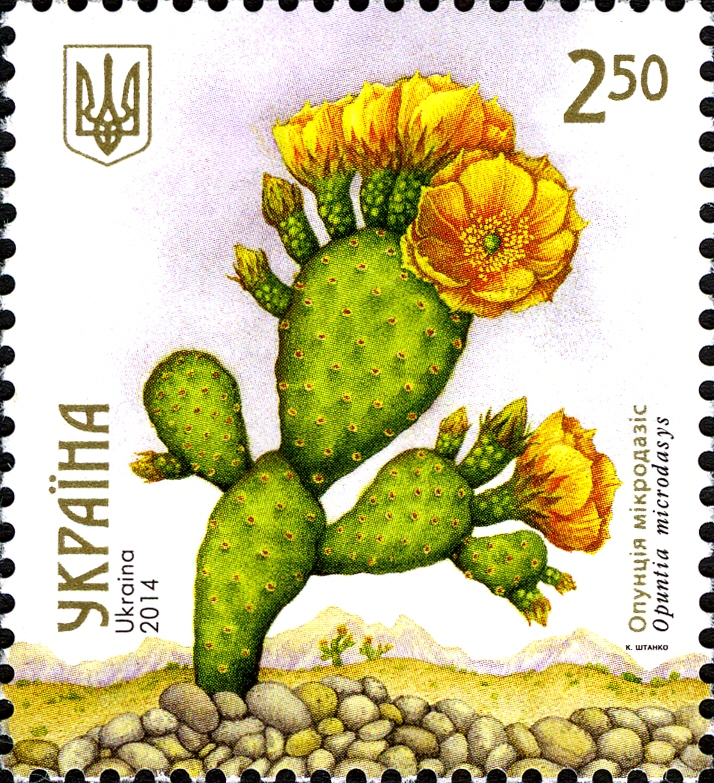
Ilustração do Opuntia microdasys num selo ucraniano de 2014

Opuntia é um gênero botânico da família cactaceae, vulgarmente conhecido como opúncia. Todas as suas espécies são originárias do Continente Americano, onde são encontradas desde a Patagônia até os Estados Unidos da América.
Introduzidas em habitats exóticos, como na Austrália, transformam-se em pragas, combatidas por meio de parasitas naturais, como o inseto Cactoblastis cactorum.

## Sinonímia
| - Airampoa Fric - Cactodendron Bigelow - Cactus Lem. - Chaffeyopuntia Fric & Schelle - Clavarioidia Kreuz. - Corynopuntia F.M.Knuth - Ficindica St.-Lag. - Marenopuntia Backeb. - Micropuntia Daston | - Nopalea Salm-Dyck - Parviopuntia Soulaire & Marn.-Lap. - Phyllarthus Neck. ex M.Gómez (nom. inval.) - Pseudotephrocactus Fric - Salmiopuntia Fric - Subulatopuntia Fric & Schelle - Tunas Lunell - Weberiopuntia Fric |

## Espécies
| - Opuntia aciculata - Opuntia basilaris - Opuntia bergeriana - Opuntia brasilensis - Opuntia chlorotica - Opuntia cochenillifera - Opuntia dillenii - Opuntia engelmannii - Opuntia erinacea - Opuntia ficus-indica (especie tipo) - Opuntia fragilis - Opuntia humifusa - Opuntia leucotricha - Opuntia lindheimeri - Opuntia linguiformis - Opuntia macrocentra | - Opuntia macrorhiza - Opuntia marnieriana - Opuntia microdasys " " var. albispina " " var. pallida " " var. undulata - Opuntia panellana - Opuntia pestifer - Opuntia pilifera - Opuntia santa-rita - Opuntia stricta - Opuntia vulgaris - Opuntia tuna |